# Carlo Monti
Carlo Monti (ur. 24 marca 1920 w Mediolanie, zm. 7 kwietnia 2016 tamże) – włoski lekkoatleta specjalizujący się w biegach sprinterskich, brązowy medalista letnich igrzysk olimpijskich w Londynie (1948) w sztafecie 4 × 100 metrów.

## Sukcesy sportowe
| Rok  | Miasto | Zawody             | Konkurencja        | Wynik         |
| ---- | ------ | ------------------ | ------------------ | ------------- |
| 1946 | Oslo   | mistrzostwa Europy | bieg na 100 m      | brązowy medal |
| 1948 | Londyn | olimpiada          | sztafeta 4 × 100 m | brązowy medal |

Jedenastokrotny mistrz Włoch (bieg na 100 metrów – 1940, 1941, 1946 i 1947; bieg na 200 metrów – 1941, 1942, 1946 i 1949 oraz sztafeta 4 × 100 metrów – 1941, 1946 i 1948).

## Rekordy życiowe
- bieg na 100 m – 10,5 (1940)